# Cvitović (Chorwacja)
Cvitović – wieś w Chorwacji, w żupanii karlowackiej, w mieście Slunj. W 2011 roku liczyła 279 mieszkańców.